# Cinco peniques
Cinco peniques o 5p se refiere a una de las monedas utilizadas en Reino Unido así como en sus Dependencias Reales y en el territorio británico de ultramar. Equivale a 0,05 £. Tiene un diámetro de 18,0 mm, un grosor de 1,7 mm y un peso de 3,25 g. Su borde es acanalado. La composición actual de la moneda es de acero niquelado, hasta enero de 2012 era de Cuproníquel (75% de cobre, 25% de níquel).

## Historia
Con la introducción del nuevo sistema monetario decimal en 1971, la moneda pre-decimal de un chelín fue redenominada como una moneda de cinco peniques (5p), el chelín continuó circulando junto a la moneda de cinco peniques (5p) hasta 1990.
Después de una revisión de la moneda del Reino Unido en 1987, el Gobierno anunció su intención de emitir una moneda más pequeña de cinco peniques (5p). 
La moneda cinco peniques (5p) es moneda de curso legal para cantidades de hasta 5 £.